# Podalonia kaszabi
Podalonia kaszabi är en biart som först beskrevs av Kazuhiko Tsuneki 1971.  Podalonia kaszabi ingår i släktet Podalonia och familjen grävsteklar. Inga underarter finns listade i Catalogue of Life.